# Banzon
Pour le département, voir Banzon (département).
Banzon est une petite ville et le chef-lieu du département de Banzon dans la province du Kénédougou de la région des Hauts-Bassins au Burkina Faso.

## Géographie
Banzon est située à environ 60 km au nord-ouest de Bobo-Dioulasso.

## Économie
L'économie de la commune est très tournée vers l'agriculture, avec l'aménagement d'une importante zone agricole irriguée au nord de la ville.

## Santé et éducation
Banzon accueille un centre de santé et de promotion sociale (CSPS), tandis que le centre médical avec antenne chirurgicale (CMA) le plus proche se trouve à Orodara et que le centre hospitalier régional (CHR) est le CHU Souro-Sanon de Bobo-Dioulasso.
La ville possède un centre d'alphabétisation, trois écoles primaires publiques (écoles A, B et C), un collège d'enseignement général (CEG) et le lycée départemental. Banzon dispose également d'une maison de la femme.